# Snapshots
Snapshots is een verzamelalbum met moderne klassieke muziek. Het bevat dertien composities die zijn gemaakt naar aanleiding van de 50e verjaardag van de Britse dirigent Oliver Knussen (Olly). Alle composities zijn van 2002. Een keur van componisten heeft een bijdrage geleverd.
Het album is uitgegeven door het London Sinfonietta op hun eigen label.

## Composities
1. Louis Andriessen - Very sharp trumpet sonata;
2. Charles Wuorinen - Fifty-fifty;
3. Alexander Goehr - only two notes for olly (the other five for later);
4. Detlev Glanert - Dancing landscape;
5. Elliott Carter - Au Quai;
6. Hans Werner Henze - Olly on the shore;
7. Augusta Read Thomas - Light the first light of evening;
8. Robert Zuidam - I suppose a fugue is out of the question;
9. Colin Matthews - Flourish, with fireflies;
10. Julian Anderson - Quasi una passacaglia;
11. Mark-Anthony Turnage - Snapshots;
12. George Benjamin - Olicantus;
13. Magnus Lindberg - Bubo bubo.